# سالم الشاطري
سالم بن عبد الله الشاطري (1359 - 1439 هـ) فقيه شافعي وداعية إسلامي ومدرس برباط تريم للعلوم الدينية والعربية بحضرموت. يعتبر من أهم علماء الشافعية في اليمن بل وفي العالم الإسلامي، ومن أبرز رجال الدين بمدينة تريم إذ يلقب بـ«سلطان العلماء» لما يتميز به من غزارة في العلم ولتصدره العديد من المجالس العلمية في تريم، وكان المدير العام لرباط تريم العلمي أحد أبرز دور العلم الشرعي بالمدينة. تخرج على يده الآلاف من العلماء والدعاة والمصلحين الذين كان لهم دور في الوعي والثقافة ونشر العقيدة الإسلامية حول العالم.

## نسبه
سالم بن عبد الله بن عمر بن أحمد بن عمر بن أحمد بن عمر بن أحمد بن علي بن حسين بن محمد بن أحمد بن عمر بن علوي الشاطري بن علي بن أحمد بن محمد أسد الله بن حسن الترابي بن علي بن الفقيه المقدم محمد بن علي بن محمد صاحب مرباط بن علي خالع قسم بن علوي بن محمد بن علوي بن عبيد الله بن أحمد المهاجر بن عيسى بن محمد النقيب بن علي العريضي بن جعفر الصادق بن محمد الباقر بن علي زين العابدين بن الحسين السبط بن الإمام علي بن أبي طالب، والإمام علي زوج فاطمة بنت محمد ﷺ.
فهو الحفيد 35 لرسول الله محمد ﷺ في سلسلة نسبه.

## مولده ونشأته
ولد عام 1359 هـ بمدينة تريم في حضرموت، ونشأ بها في بيئة صالحة في عصر مليء بالعلماء والصلحاء في مختلف العلوم، وحلّ عليه نظر والده وجده لأمه محمد بن حسن عيديد، إلا أنهما توفيا في سنة واحدة عام 1361 هـ وهو ابن سنتين. ولما ترعرع أقبل على التحصيل وأخذ عن أخيه أبي بكر وأخيه المهدي كثيرا، والشيخ عبد الله بازغيفان. ومن ثم التحق برباط تريم وأخذ عن كبار تلاميذ والده عبد الله بن عمر الشاطري.

## شيوخه
أما مشايخه في حضرموت فهم كثيرون ومعظمهم من كبار تلامذة والده، ومن أشهرهم:
- علوي بن عبد الله بن شهاب الدين
- محمد بن سالم بن حفيظ
- محفوظ بن سالم بن عثمان
- عمر بن علوي الكاف
- جعفر بن أحمد العيدروس
- عمر عوض حداد
- عبد الله بن محمد بن سعيد بازغيفان
- سالم سعيد بكير باغيثان
- فضل بن عبد الرحمن بافضل
- حسين بن عبد الرحمن بن شهاب الدين
- محمد بن هادي السقاف
- مصطفى بن أحمد المحضار
- عبد الله بن صالح الحبشي
- سالم بن أحمد بن جندان
- عبد القادر بن أحمد السقاف
- أحمد مشهور بن طه الحداد
- أخوه محمد المهدي بن عبد الله الشاطري
- أخوه أبو بكر بن عبد الله الشاطري
- أخوه حسن بن عبد الله الشاطري

ثم رحل إلى مكة المكرمة نحو سنة 1376 هـ للاستزادة في طلب العلوم الشرعية ومكث بها نحو أربع سنوات، وأخذ عن كبار علماء مكة في ذلك الوقت، ومن أشهرهم:
- علوي بن عباس المالكي
- حسن بن محمد المشاط
- سالم بن طالب العطاس
- حسن بن محمد فدعق
- أبو بكر بن سالم البار
- محمد نور سيف هلال المكي
- زيني بويان
- عبد الله بن أحمد دردوم
- عبد الله بخاش
- عبد الحميد زكريا بيلا
- محمد ياسين الفاداني
- عبد الله بن سعيد اللحجي
- حسن بن محمد سعيد يماني
- محمد أمين كتبي
- محمد العربي التباني

وأخذ في عدن عن جملة من العلماء منهم:
- محمد بن سالم البيحاني
- علي بن محمد باحميش
- كامل عبد الله صلاح

## حياته العلمية والدعوية
عاد في سنة 1381 هـ من مكة إلى اليمن لنشر العلم والدعوة إلى الله، وأقام بعد عودته فترة من الزمن في عدن من 1381 إلى 1396 هـ أي لمدة خمس عشرة سنة، كان يخرج في خلالها إلى تريم للزيارة والتدريس في رباط تريم، وقد زاول في عدن خلال هذه المدة عدة وظائف دينية وهي: الخطابة، والوعظ والإرشاد، والتدريس في أكثر مساجد عدن مثل: مسجد العيدروس، ومسجد أبان، وخطيبًا في مسجد باجنيد بخور مكسر، والتدريس في بعض المدارس الحكومية مثل: مدرسة شمسان الحكومية، ومأذون شرعي في عقود الأنكحة.
ولما ازداد نشاطه في التدريس والدعوة إلى الله في عدن وازدياد إقبال الناس والتفافهم حوله حاول الحزب الاشتراكي الشيوعي منعه وإيقافه، حيث كان الحزب الاشتراكي قد بدأ يحكم جنوب اليمن بعد الاستقلال عام 1387 هـ، وكان نشاط سالم الشاطري يتعارض مع مبادئهم، ولما لم يجدوا طريقًا لمنعه رسميًا لجؤوا إلى محاولة اغتياله، وقد فصَّل ذلك في كتيب مستقل بعنوان «قصة مؤامرة الاغتيال والاعتقال». ولما نجا من مؤامرة الاغتيال عاد إلى مدينة تريم في شهر ربيع الثاني سنة 1396 هـ وافتتح للمرة الأولى بعد إغلاقه رباط تريم، واستمرت الدروس فيه إلى عام 1400 هـ، ثم أمر من قبل الدولة بالتوقف عن التدريس وأخذ عليه التعهد بذلك وتعطلت الدروس في رباط تريم تماماً، وتعرض للسجن والتعذيب من قبل الحزب الاشتراكي الشيوعي لمدة تسعة أشهر ونصف تقريبًا، وتم إطلاق سراحه في شهر رمضان سنة 1401 هـ بعد جهود لجنة الإصلاح بين جنوب اليمن وشماله في تلك الأيام. ثم سافر إلى الحرمين الشريفين في عام 1403 هـ للحج واستقر في المدينة المنورة، وكان عمر بن عبد الرحمن الجفري وإخوانه قد أقاموا في المدينة المنورة رباطًا لطلبة العلم، واختير سالم الشاطري وزين بن إبراهيم بن سميط للتدريس فيه، فواصل بذلك عطاءه ونشره للعلم في الرباط قرابة عشر سنوات.
وبعد أن تمت الوحدة اليمنية عاد إلى مدينة تريم لمواصلة العطاء في نشر العلم والدعوة إلى الله، وأعاد بمعاونة ومشاركة أخيه حسن بن عبد الله الشاطري فتح رباط تريم سنة 1412 هـ الذي أغلقه الحزب الاشتراكي الحاكم آنذاك، واستمر مغلقًا مدة اثني عشر عاما تقريبا. فعادت حلقات العلم الشريف والمَدْرَس العام في الرباط، وجاء الطلاب من أماكن شتّى لطلب العلم على يديهما وعلى يد نخبة من علماء تريم، وما زال الرباط قائمًا بنشاطه إلى يومنا هذا. وبالإضافة إلى نشاطه في رباط تريم فقد تم تعيينه محاضرًا في كلية الشريعة بتريم بجامعة الأحقاف نظرًا لسعة علمه وخبرته في التدريس، ثم استقال وتفرغ للتدريس في الرباط.
وقد تميز أيضًا باطلاعه على المذاهب الفقهية الأخرى، مع إتقانه للفقه الشافعي، وكثيرا ما يذكر آراء المذاهب الفقهية الأخرى في دروسه مع التدليل والتوجيه والاعتناء بالنكت والفوائد العلمية والأدبية. كما أن له باعًا طويلًا في علوم وفنون أخرى، ومنها: التفسير، وعلوم القرآن، والحديث، والبلاغة، والنحو، والفلك، والتاريخ، والأنساب.
وله رحلات للدعوة إلى الله ونشر العلم إلى عدد من البلدان منها: إندونيسيا، وماليزيا، وسنغافورة، وبروناي، وسريلانكا، ومصر، والشام، والخليج، وغيرها من البلدان العربية والإسلامية.

## مؤلفاته
اهتم سالم الشاطري بالتعليم والدعوة إلى الله ولم يهتم كثيرا بالتأليف ممتثلًا في ذلك طريقة والده عبد الله بن عمر الشاطري، وذلك أن والده لما عزم على الاشتغال بتأليف بعض الكتب والفتاوى استشار شيخه أحمد بن حسن العطاس، فنهاه عن ذلك وقال له: «ألّف رجالا علماء يؤلفون الكتب»، ومع ذلك فإن له بعض المؤلفات القيمة وهي:
- «الفوائد الشاطرية في النفحات الحرمية»
- «نظم بعض المسائل والضوابط الفقيهة»
- «نيل المقصود في مشروعية زيارة نبي الله هود»
- «قصة مؤامرة الاغتيال والاعتقال»
- ترجمة مختصرة لوالده عبد الله بن عمر الشاطري
- نبذة مختصرة في التعريف برباط تريم ومن درسوا ودرّسوا فيه
- نشر وتصحيح وطبع لرسالة «وصيتان عظيمتان» تأليف محمد بن علي مولى عيديد وتأليف والده عبد الله بن عمر الشاطري
- تصحيح ونشر كتاب «الآيات المتماثلات المتقاربات المتشابهات من القرآن الكريم» لمحمد بن علوي العيدروس
- تصحيح ونشر وجمع لرسالة «أدعية ومناجاة» لمحمد بن حسن عيديد

وله مجموعة كبيرة من المحاضرات والدروس في موضوعات إسلامية كثيرة ومنها على سبيل المثال: سلسلة الدروس الرمضانية وسلسلة دروس في أحكام الحج والإسراء والمعراج والغزوات والتفسير وأحكام النكاح وغيرها من الدروس الفقهية والأخلاقية والتاريخية وهي موجودة في مكتبته الصوتية.

## وفاته
توفي يوم الجمعة ليلة السبت في مدينة جدة بالمملكة العربية السعودية في الثلاثين من شهر جمادى الأولى لعام 1439 هـ الموافق للسادس عشر من شهر فبراير لعام 2018 م، ونقل جثمانه في اليوم التالي إلى مكة المكرمة ليواري الثرى بمقبرة المعلاة.

### استشهادات
1. ↑  المرعشلي، يوسف عبد الرحمن (1427 هـ). نثر الجواهر والدرر في علماء القرن الرابع عشر (PDF). بيروت، لبنان: دار المعرفة. ص. 1824 - 1826. مؤرشف من الأصل (PDF) في 2018-06-12. {{استشهاد بكتاب}}: تحقق من التاريخ في: |تاريخ= (مساعدة)

## وصلات خارجية
- موقع رباط تريم لتدريس العلوم الدينية والعربية.